# 피치 (파스타)
피치(이탈리아어: pici, 단수: picio 피초[*])는 이탈리아의 파스타이다. 손으로 말아서 만드는 굵은 파스타의 일종으로 스파게티면이 좀 더 굵어진 것으로 보면 된다. 토스카나주의 시에나 현에서 유래했으며 몬탈치노 지역에서는 pinci라고 부른다.
반죽은 보통 밀가루나 물로만 만든다. 달걀을 첨가하는 것은 선택적이며 가정에 따라 다르다.
밀가루 반죽을 두껍고 평평하게 밀어서 편 다음 기다란 조각으로 잘라낸다. 잘라낸 조각을 두 손바닥 사이에서 말기도 하고 테이블 위에 놓고 테이블과 손바닥 사이에서 말기도 한다. 보통 연필보다 조금 더 가는 굵기로 만든다. 스파게티나 마카로니와 달리 이 파스타는 크기가 정해진 바가 없으며 길이에 따라 그 굵기도 달라진다.
먹는 경우는 여러 가지가 있지만 보통 다음 재료들을 육수나 주요 재료로 하여 요리로 만들어 먹는다.
| 범주   | Italian   | Korean                       |
| ------ | --------- | ---------------------------- |
| 소스   | briciole  | 빵가루                       |
| 소스   | aglione   | 마늘을 넣은 매운 토마토 소스 |
| 소스   | boscaiola | 포르치니 버섯                |
| 소스   | ragù      | 고기 소스                    |
| 육고기 | cinghiale | 멧돼지고기                   |
| 육고기 | lepre     | 토끼고기                     |
| 육고기 | anatra    | 오리고기                     |